# Claude Pinoteau
Claude Pinoteau (Boulogne-Billancourt, 25 maggio 1925 – Neuilly-sur-Seine, 5 ottobre 2012) è stato un regista, sceneggiatore e produttore cinematografico francese.

## Biografia
Figlio del regista Lucien Pinoteau e fratello del regista Jack Pinoteau, fu colui che - con il film Il tempo delle mele (1980) - lanciò l'attrice Sophie Marceau, da lui diretta anche nel sequel Il tempo delle mele 2 (1982) e nel film Il tempo delle mele 3 (1988).
Tra gli altri film diretti da Pinoteau, L'uomo che non seppe tacere (1973) e Lo schiaffo (1974).
Ebbe anche un'esperienza da attore, nel film Lola Montès (1955).
Morì il 5 ottobre 2012, all'età di 87 anni. Venne sepolto nel Cimitero di Saint-Vincent a Parigi.

## Filmografia parziale

### Regista
- L'uomo che non seppe tacere (Le silencieux) (1973)
- Lo schiaffo (La gifle) (1974)
- Il genio (Le grand escogriffe) (1976)
- Labirinto (L'homme en colère) (1979)
- Il tempo delle mele (La boum) (1980)
- Il tempo delle mele 2 (La boum 2) (1982)
- Il 7° bersaglio (1984)
- Il tempo delle mele 3  (L'étudiante) (1988)
- La neige et le feu (1991)
- Cache Cash (1994)
- Les palmes de M. Schutz (1997)
- Un abbé nommé Pierre, une vie pour les autres (2005) (TV)

### Sceneggiatore
- Un tipo che mi piace (Un homme qui me plaît) (1969)
- Lo schiaffo (La gifle) (1974)
- Il tempo delle mele (La boum) (1980)
- Il tempo delle mele 2 (La boum 2) (1982)
- La 7ème cible (1984)
- Il tempo delle mele 3 (L'étudiante) (1988)
- La neige et le feu (1991)
- Cache Cash (1994)
- Les palmes de M. Schutz (1997)
- La bicyclette bleu (2000)

### Produttore
- Tempo d'amore (1971)
- La bicyclette bleue (2000)